# Marché de Santa Clara
Le marché de Santa Clara (Mercado Oriental), situé Campo de Santa Clara, à Lisbonne, est un marché couvert. Construit en 1877, il a été l'un des premiers d'une série de bâtiments commerciaux au Portugal à utiliser deux types de matériaux caractéristiques de l'Europe de la seconde moitié du XIXe siècle : le fer et le verre, appliqués dans l'architecture métallique.

## Histoire et description

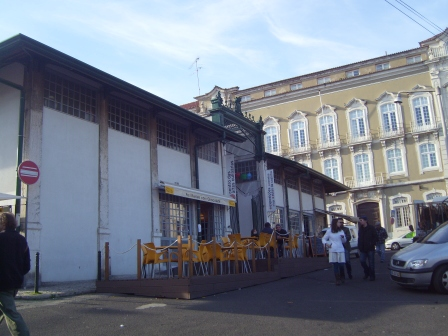
Entrée est du marché de Santa Clara.

Le projet, élaboré par l'architecte Emiliano Augusto de Bettencourt, employé du ministère des Travaux publics, est approuvé le 22 février 1876.
Le marché s'est ouvert le 7 octobre 1877.
Il couvre une superficie de 1250 m² et est construit sur un plan incliné, pour des raisons de commodité structurelle et pour faciliter le drainage de l'eau.
Le bâtiment se compose d'une nef centrale et, dans un corps séparé, des commerces. Les portes principales sont situées à l'est et à l'ouest.

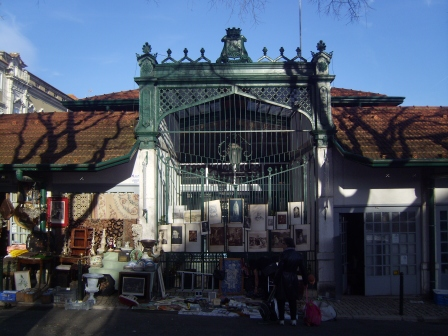
Entrée ouest du marché de Santa Clara, un jour de marché aux puces.

Il a été construit par la société Companhia de Mercados e Edificaçãos Urbanas, créée pour la construction de marchés, et qui en a eu la concession pour une période de 50 ans, après quoi elle est passée en possession de la mairie de Lisbonne.
Le marché était destiné à la vente de produits alimentaires frais, et représentait un grand progrès en matière d'hygiène et de propreté.
Actuellement, cet espace est disponible pour organiser des événements liés à la Lisbonne créative.
Les magasins annexes sont destinés à la vente d'artisanat, d'antiquités et d'objets, et il y a aussi quelques espaces de restauration.
Le marché est encadré par des bâtiments monumentaux tels que les églises de San Vicente de Fora et de Santa Engrácia (Panthéon national) et l'hôpital da Marinha.
Le marché aux puces Feira da Ladra, le plus ancien de Lisbonne, se tient autour du bâtiment, les mardis et samedis,.